# Marguerite Laugier
| (1247) Memoria      | 30. August 1932    |
| (1426) Riviera      | 1. April 1937      |
| (1461) Jean-Jacques | 30. Dezember 1937  |
| (1651) Behrens      | 23. April 1936     |
| (1681) Steinmetz    | 23. November 1948  |
| (1690) Mayrhofer    | 8. November 1948   |
| (1730) Marceline    | 17. Oktober 1936   |
| (1755) Lorbach      | 8. November 1936   |
| (1884) Skip         | 2. März 1943       |
| (2068) Dangreen     | 8. Januar 1948     |
| (2106) Hugo         | 21. Oktober 1936   |
| (2384) Schulhof     | 2. März 1943       |
| (2393) Suzuki       | 17. November 1955  |
| (2677) Joan         | 25. März 1935      |
| (3220) Murayama     | 22. November 1951  |
| (3568) ASCII        | 17. Oktober 1936   |
| (4649) Sumoto       | 20. Dezember 1936  |
| (4909) Couteau      | 28. September 1949 |
| (6887) Hasuo        | 24. November 1951  |
| (10449) Takuma      | 16. Oktober 1936   |
| (20959) 1936 UG     | 21. Oktober 1936   |

Marguerite Laugier (* 12. September 1896; † 10. Juni 1976), geb. Lhomme, war eine französische Astronomin.
Sie war von den 1930er bis 1950er Jahren am Observatorium in Nizza tätig. Zeitgenössische astronomische Artikel nennen sie Madame Laugier. Sie entdeckte zahlreiche Asteroiden. Der Asteroid 1597 Laugier wurde nach ihr benannt.
Marguerite Laugier stand in internationalen brieflichen Austausch mit Astronomen und Amateurastronomen, welches sich mit den verschiedenen namentlichen Asteroidenbenennungen manifestiert hat.
Bemerkung: Nicht zu verwechseln mit M. Laugier in der Literatur (hier steht M. für „Monsieur“), bei dem es sich um Paul Auguste Ernest Laugier (* 22. Dezember 1812; † 5. April 1872) handelte.